# Световой мастер-план города

city light master plan

Световой мастер-план города — это стратегический документ, определяющий концепцию использования искусственного освещения в городской среде. Основная цель мастер-плана заключается в создании гармоничного, функционального и энергоэффективного освещения, которое учитывает особенности архитектуры, ландшафта и общественных пространств. Такой документ включает рекомендации для освещения улиц, парков, исторических зданий и других элементов городской инфраструктуры.
Световой мастер-план играет ключевую роль в развитии городов, обеспечивая комфорт и безопасность жителей, улучшая эстетическое восприятие городской среды и способствуя экономической активности в вечернее и ночное время. Он также помогает снижать световое загрязнение и экономить энергию, что имеет важное значение в условиях глобальных экологических вызовов. Городское освещение, будучи частью мастер-плана, может стать визитной карточкой города, подчеркивая его уникальную идентичность и привлекая туристов.

## История и развитие

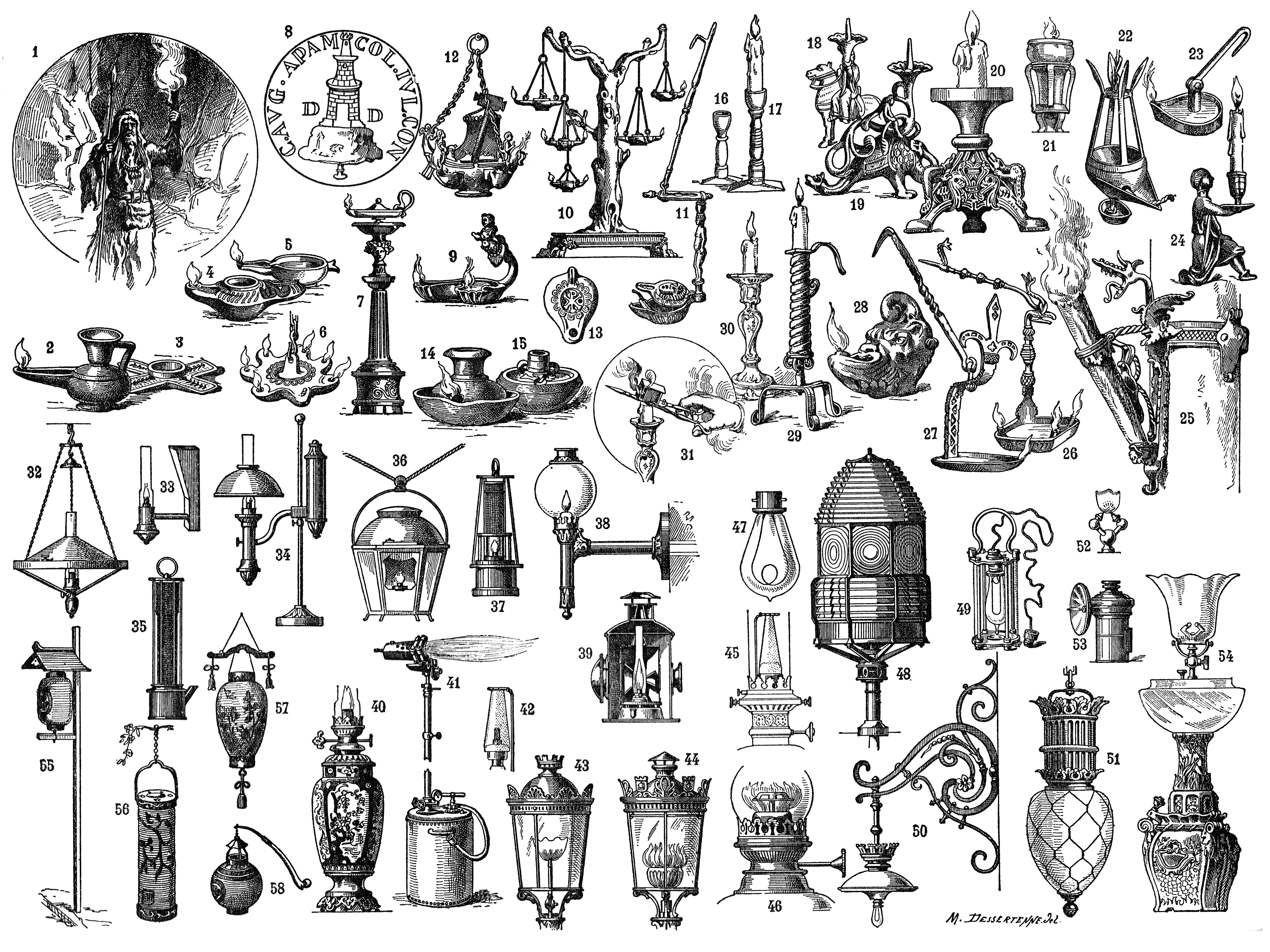
Eclairage

Концепция светового мастер-плана начала формироваться в середине XX века, когда наблюдался рост урбанизации и возникла потребность в координации различных аспектов городского освещения. В 1960-х годах европейские города начали активно экспериментировать с освещением, стремясь улучшить качество городской жизни в вечернее время. Первые световые мастер-планы сосредоточились на обеспечении безопасности и функциональности, однако со временем концепция расширилась, включив в себя аспекты эстетики и экологии.
С 1980-х годов города начали уделять больше внимания визуальному восприятию и эстетике, что привело к возникновению понятия «светового дизайна». Важной вехой стало внедрение светодиодных технологий в 2000-х годах, которые позволили значительно снизить энергопотребление и разнообразить световые эффекты. Современные световые мастер-планы учитывают не только функциональность и эстетику, но и вопросы устойчивого развития и снижения светового загрязнения.
В соответствии с подпунктом «г» пункта 21 перечня поручений Президента Российской Федерации от 30 марта 2024 г. № Пр-616 по реализации Послания Президента Российской Федерации Федеральному Собранию Российской Федерации от 29 февраля 2024 г. предусмотрена разработка, утверждение и реализация мастер-планов и планов комплексного социально-экономического развития для не менее 200 крупных и малых городов, городских агломераций. Световой мастер-план является частью общих мастер-планов развития, значит их понимание сейчас актуально, как никогда раньше в нашей стране.

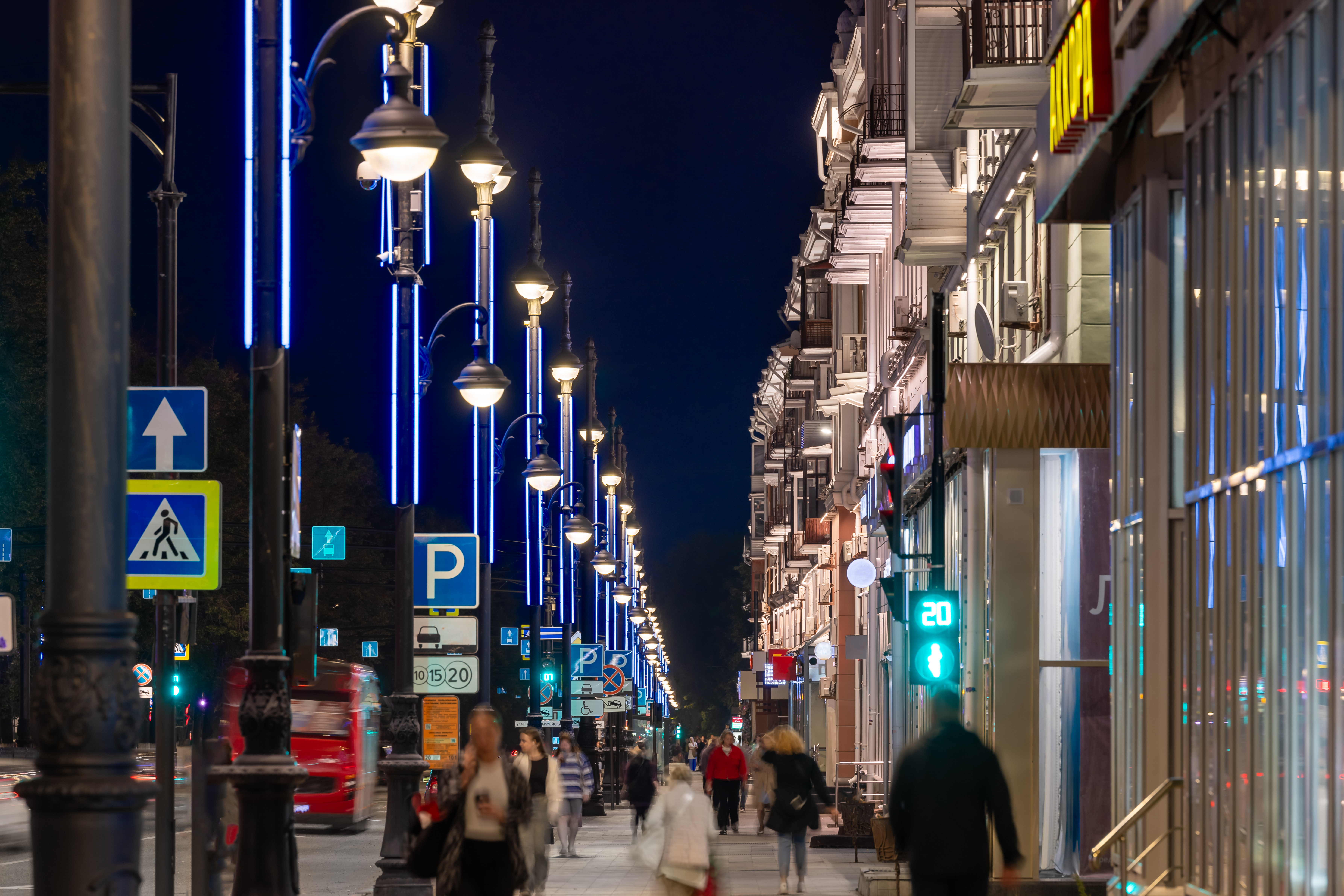
Улица ночью с современным освещением

## Цели и задачи светового мастер-плана
Световой мастер-план города представляет собой стратегический документ, определяющий принципы, цели и задачи освещения городской среды. Основные цели светового мастер-плана включают:
- Улучшение безопасности и комфорта городских пространств. Освещение играет ключевую роль в повышении безопасности на улицах и в общественных местах. Хорошо освещенные пространства снижают риск преступности и создают более комфортные условия для передвижения в темное время суток. Это особенно важно для районов с высокой плотностью населения и мест с активным ночным движением.

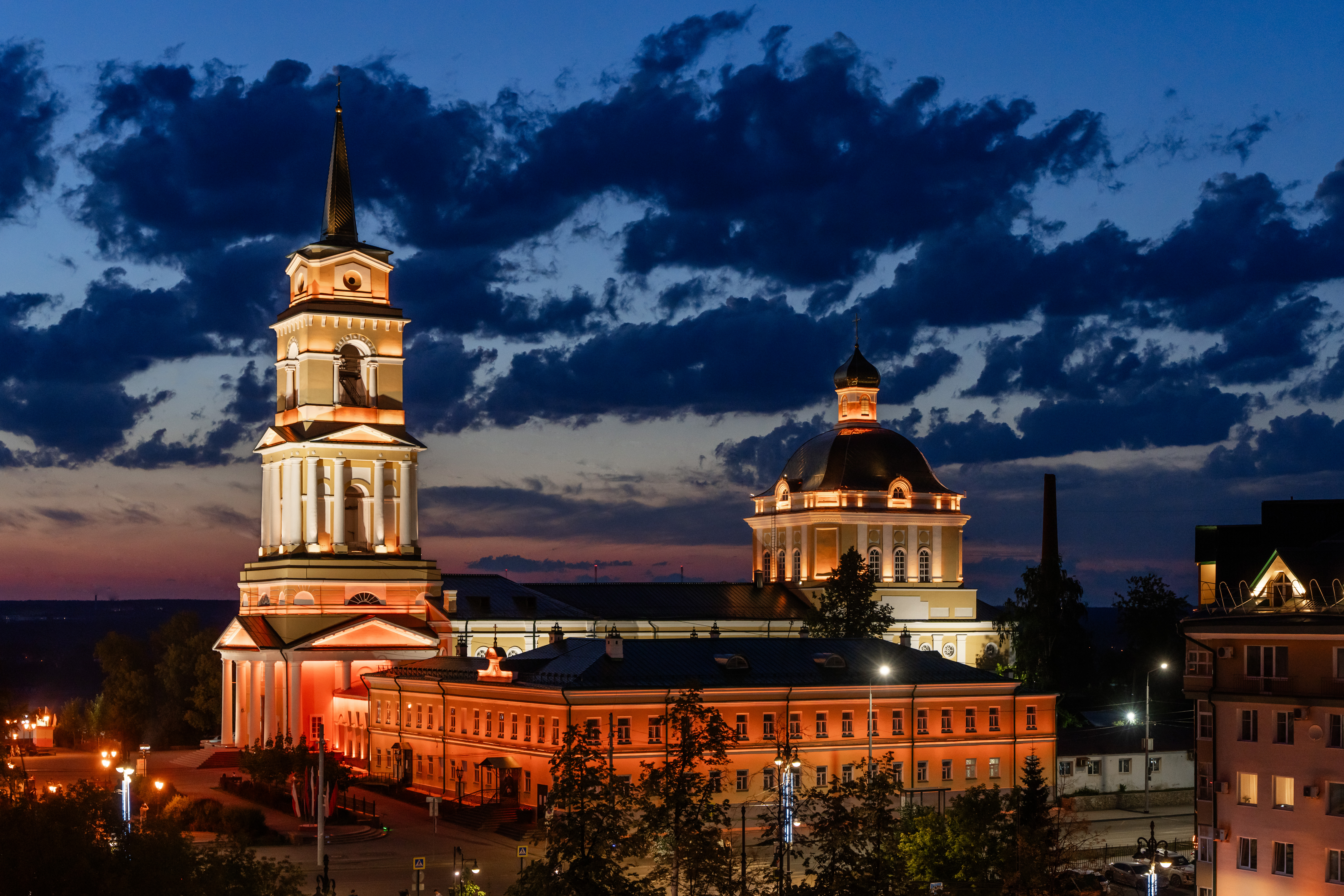
Подсветка исторического здания

- Эстетическое и культурное обогащение городской среды. Световой мастер-план способствует созданию уникальной ночной атмосферы города, подчеркивая его архитектурные и культурные особенности. Освещение может акцентировать внимание на исторических зданиях, памятниках и других значимых объектах, усиливая их визуальное восприятие и привлекая внимание жителей и туристов.
- Энергоэффективность и экологическая устойчивость. Важной задачей светового мастер-плана является внедрение энергоэффективных технологий, таких как LED-освещение, и использование возобновляемых источников энергии. Это позволяет сократить энергопотребление и уменьшить выбросы углекислого газа, способствуя устойчивому развитию города.

## Компоненты светового мастер-плана
Световой мастер-план включает в себя ряд компонентов, каждый из которых играет важную роль в формировании общего облика городской среды:
- Архитектурное освещение. Этот компонент включает подсветку зданий и памятников, которая позволяет выделить уникальные архитектурные элементы и создать запоминающийся визуальный облик города. Архитектурное освещение также может использоваться для подчеркивания исторической значимости объектов.

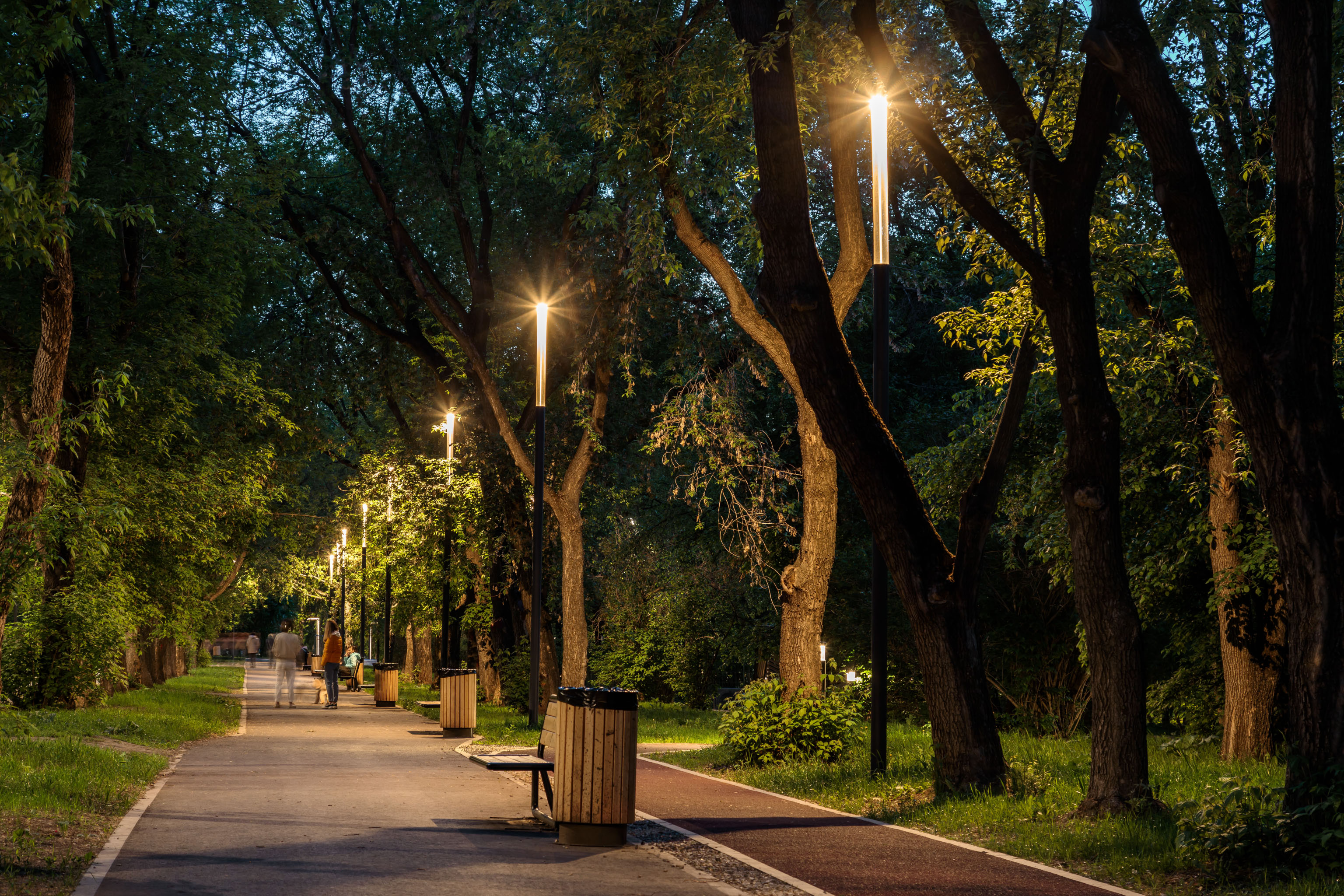
Вечернее освещение парка

- Освещение общественных пространств. Включает освещение парков, улиц, площадей и других общественных мест, обеспечивая комфортное и безопасное пребывание в них в вечернее и ночное время. Хорошо продуманное освещение способствует активному использованию этих пространств жителями и гостями города.

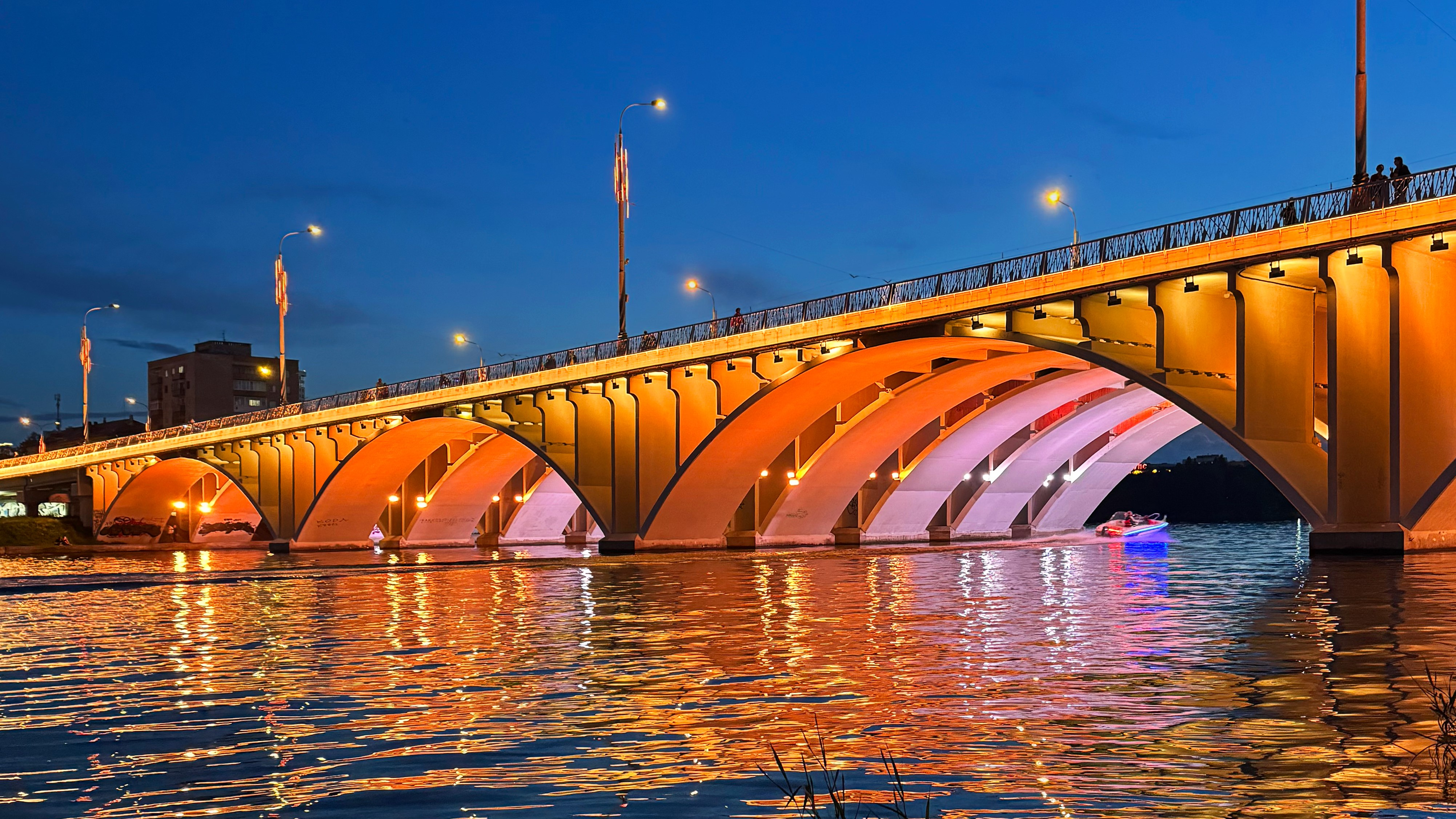
Освещение моста ночью

- Инфраструктурное освещение. Освещение дорог, мостов и туннелей является важным компонентом, обеспечивающим безопасность дорожного движения и комфорт для водителей и пешеходов. Надежное и эффективное освещение инфраструктуры снижает вероятность аварий и улучшает общую транспортную доступность города.

Эти элементы светового мастер-плана работают в комплексе, создавая гармоничное и функциональное освещение городской среды.

## Процесс разработки светового мастер-плана
Процесс разработки светового мастер-плана города включает в себя несколько ключевых этапов, каждый из которых играет важную роль в создании эффективной и функциональной системы освещения.

### Исследование и анализ существующей ситуации
Первоначальным этапом является детальное исследование и анализ существующей ситуации с освещением в городе. Это включает в себя оценку текущей инфраструктуры, выявление зон с недостаточным или избыточным освещением, а также изучение потребностей жителей и специфики городской среды. На этом этапе важна тесная координация с местными органами власти и коммунальными службами.

### Вовлечение заинтересованных сторон и общественности
Успешное создание светового мастер-плана невозможно без вовлечения всех заинтересованных сторон, включая органы местного самоуправления, бизнес-сообщество и общественность. Проведение общественных слушаний и консультаций помогает учесть разнообразные взгляды и потребности, а также повысить уровень принятия и поддержки конечного проекта.

### Разработка концепции и проектирование
На этапе разработки концепции создается общее видение будущей системы освещения, которое затем конкретизируется в проектные решения. Это включает определение стиля и характера освещения для различных зон города, выбор технологий и материалов, а также расчет энергоэффективности и устойчивости.

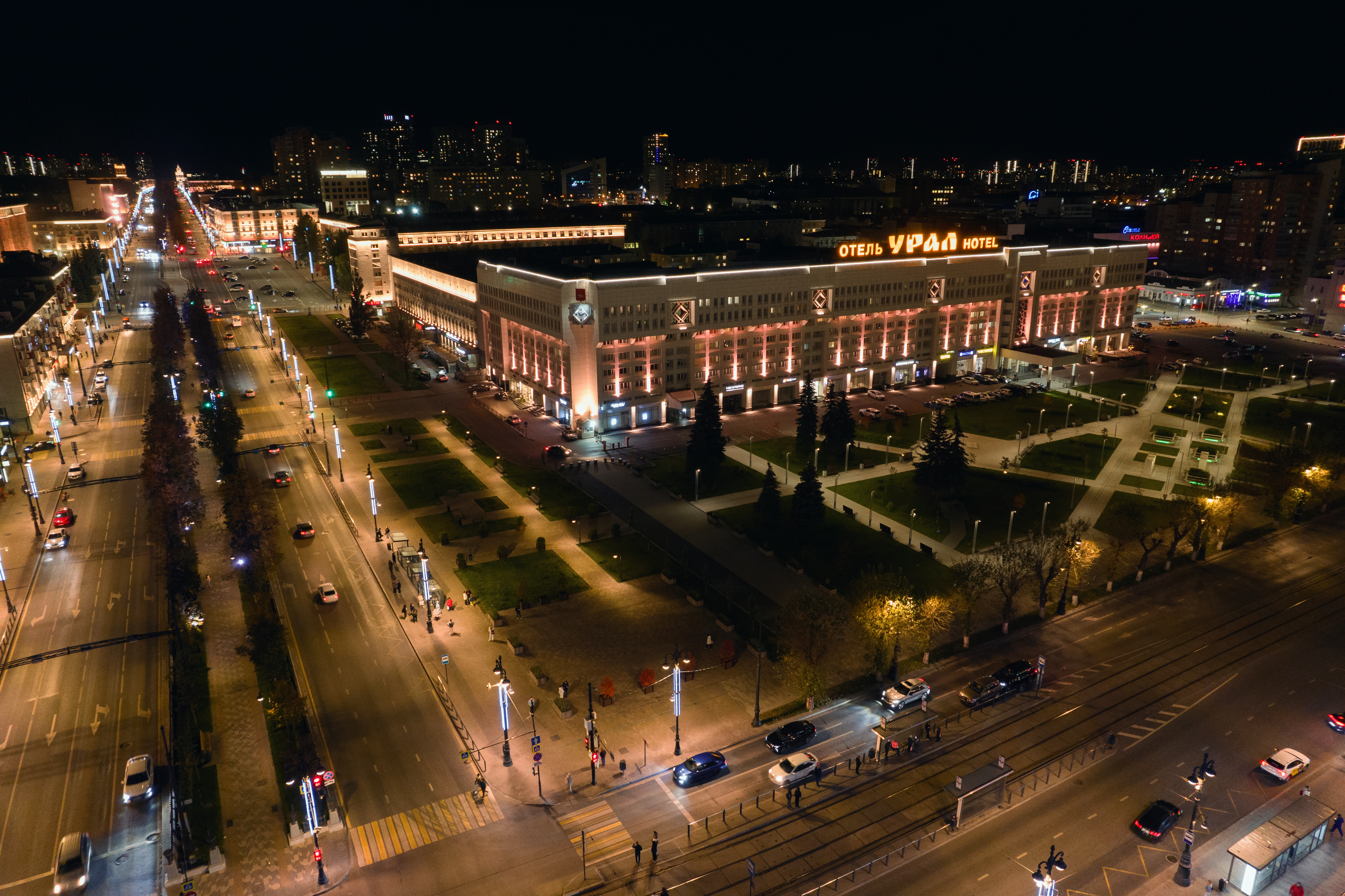
Пример реализации светового мастер-плана города

### Реализация и последующий мониторинг
После утверждения проекта начинается этап реализации, который включает установку и настройку осветительных приборов. Важно обеспечить качественную реализацию, чтобы избежать отклонений от запланированного проекта. После завершения установки осуществляется мониторинг системы освещения, позволяющий оценить её эффективность и внести необходимые коррективы.
Для форматирования вашего документа в стиле Википедии, следует сделать некоторые изменения с учётом синтаксиса и стиля, используемого в Википедии. Вот как ваш документ может выглядеть:

## Технологии и инновации
Современный световой мастер-план города опирается на передовые технологии и инновации, которые способствуют повышению эффективности и эстетической привлекательности систем освещения.

### Использование современных технологий (LED, умное освещение)
Современные световые решения активно используют светодиодные (LED) технологии, которые обладают высокой энергоэффективностью и долговечностью. Умное освещение, интегрированное с системами управления, позволяет регулировать уровень света в зависимости от времени суток и условий окружающей среды, что значительно экономит энергоресурсы.

### Применение систем управления освещением
Системы управления освещением позволяют автоматизировать и оптимизировать работу осветительных приборов. Они могут включать датчики движения, которые активируют свет только при необходимости, или использовать центральный контроль за всеми световыми точками города.

### Влияние новых технологий на дизайн и эффективность освещения
Новые технологии не только повышают функциональность, но и открывают новые горизонты для дизайна освещения. Свет становится важным элементом городской архитектуры, подчеркивая уникальность ландшафта и создавая комфортную среду для жителей и гостей города.

## Примеры успешных световых мастер-планов
Световые мастер-планы становятся неотъемлемой частью стратегического развития современных городов. Они направлены на создание гармоничного и функционального светового окружения, способствующего улучшению качества жизни горожан. Рассмотрим несколько примеров успешной реализации световых мастер-планов в различных городах мира.

### Лион, Франция

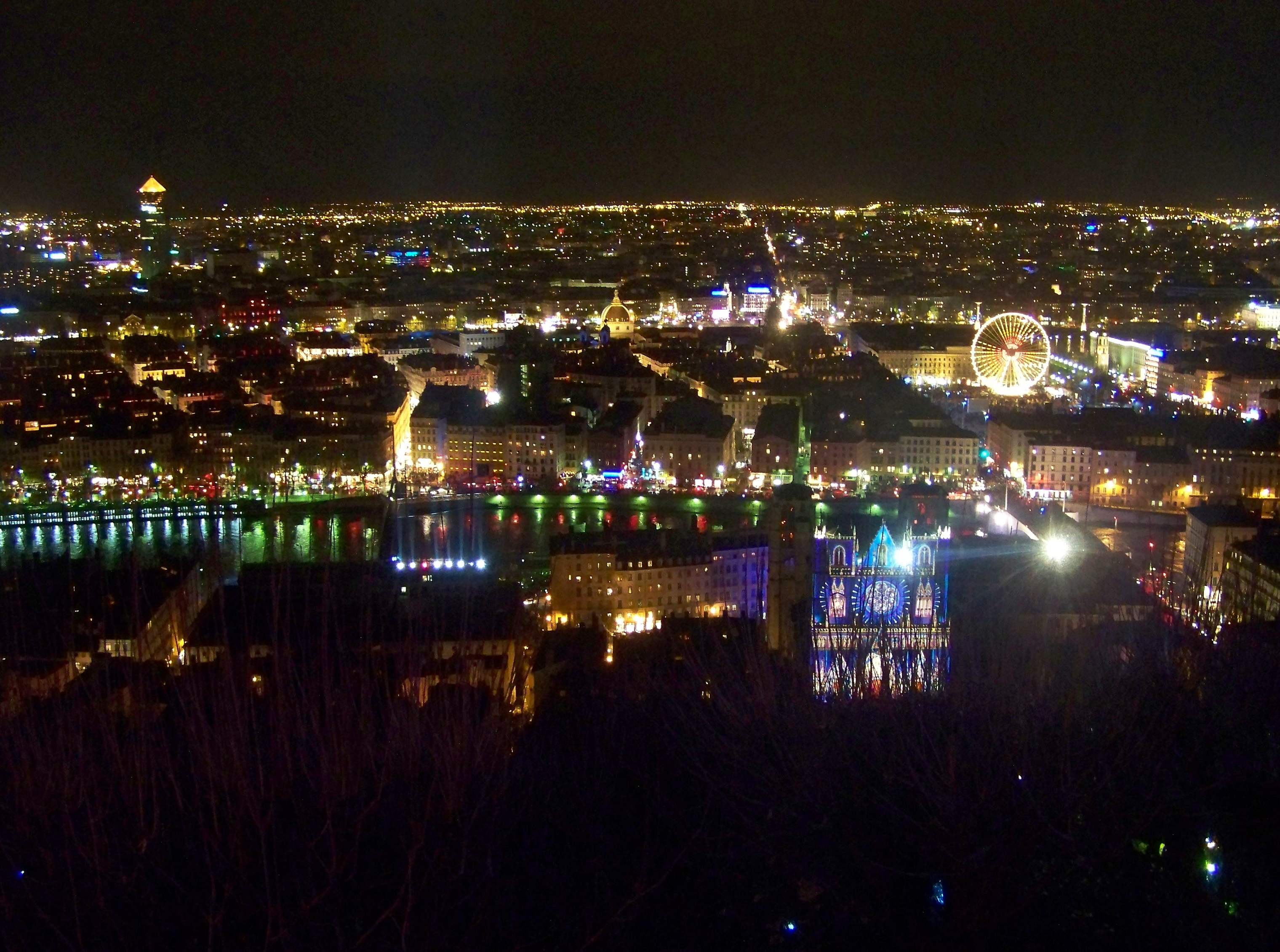
Fête_des_Lumières_-_Lyon_(2008)

Лион является одним из пионеров в области светового планирования. Его световой мастер-план, разработанный в 1989 году архитектурным бюро Lyon Urban Planning Agency, стал образцом для многих городов. Основные цели плана включали снижение светового загрязнения и повышение безопасности на улицах. Одной из ключевых особенностей является интеграция исторического наследия города в световые сценарии, что подчёркивает уникальность Лиона. В результате реализации плана Лион получил статус «города света», а также значительное увеличение туристического потока.

### Гётеборг, Швеция

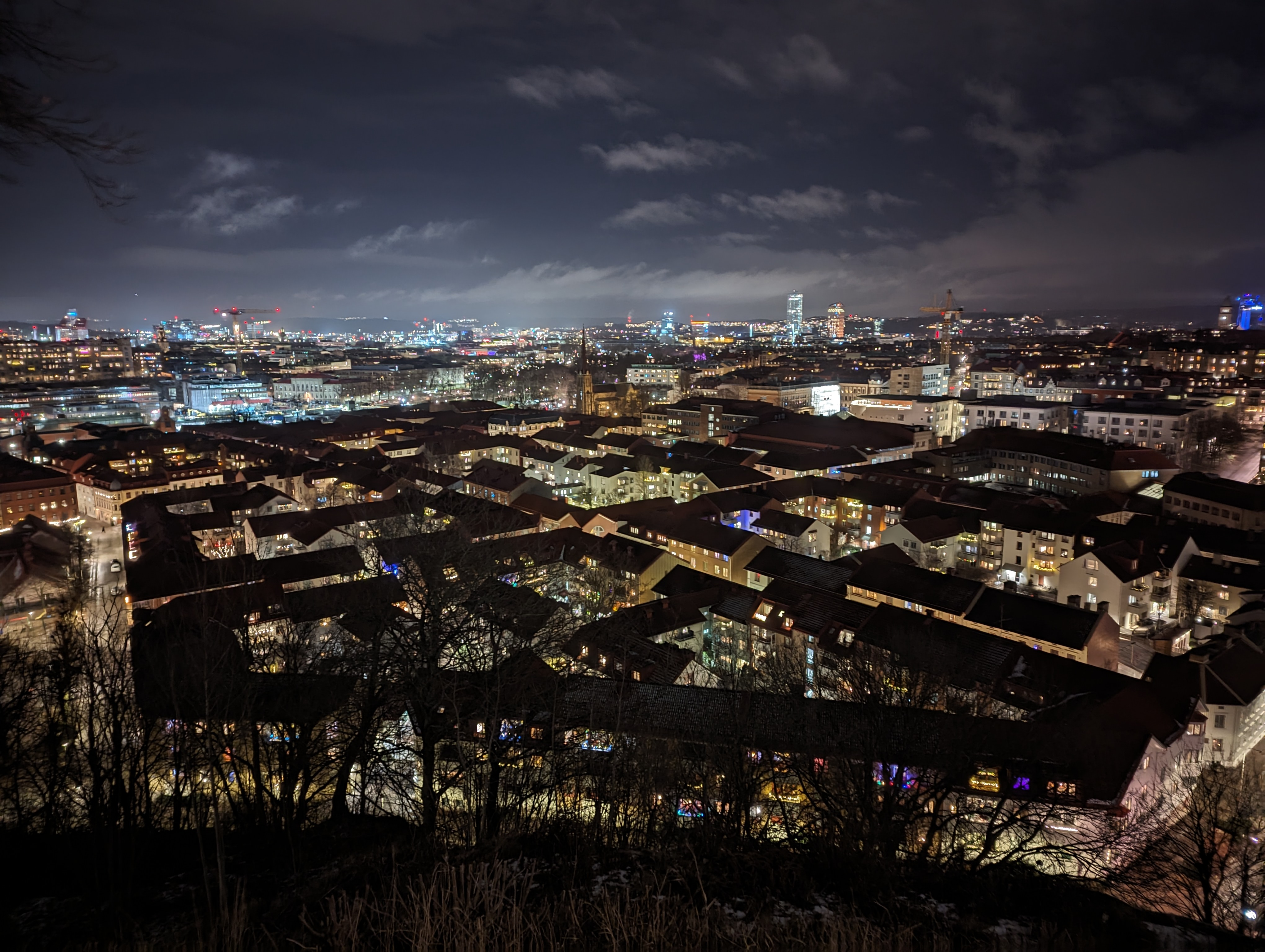
View_of_Gothenburg_at_night,_14_January_2024_(1)

Гётеборг последовал примеру Лиона и разработал свой световой мастер-план в начале 2000-х годов. Город сделал акцент на использование энергоэффективных технологий и экологически чистых источников света. В рамках плана внедрены инновационные решения, такие как адаптивное освещение, которое регулируется в зависимости от погодных условий и времени суток. Это позволило снизить энергопотребление и улучшить качество городской среды.

### Сидней, Австралия

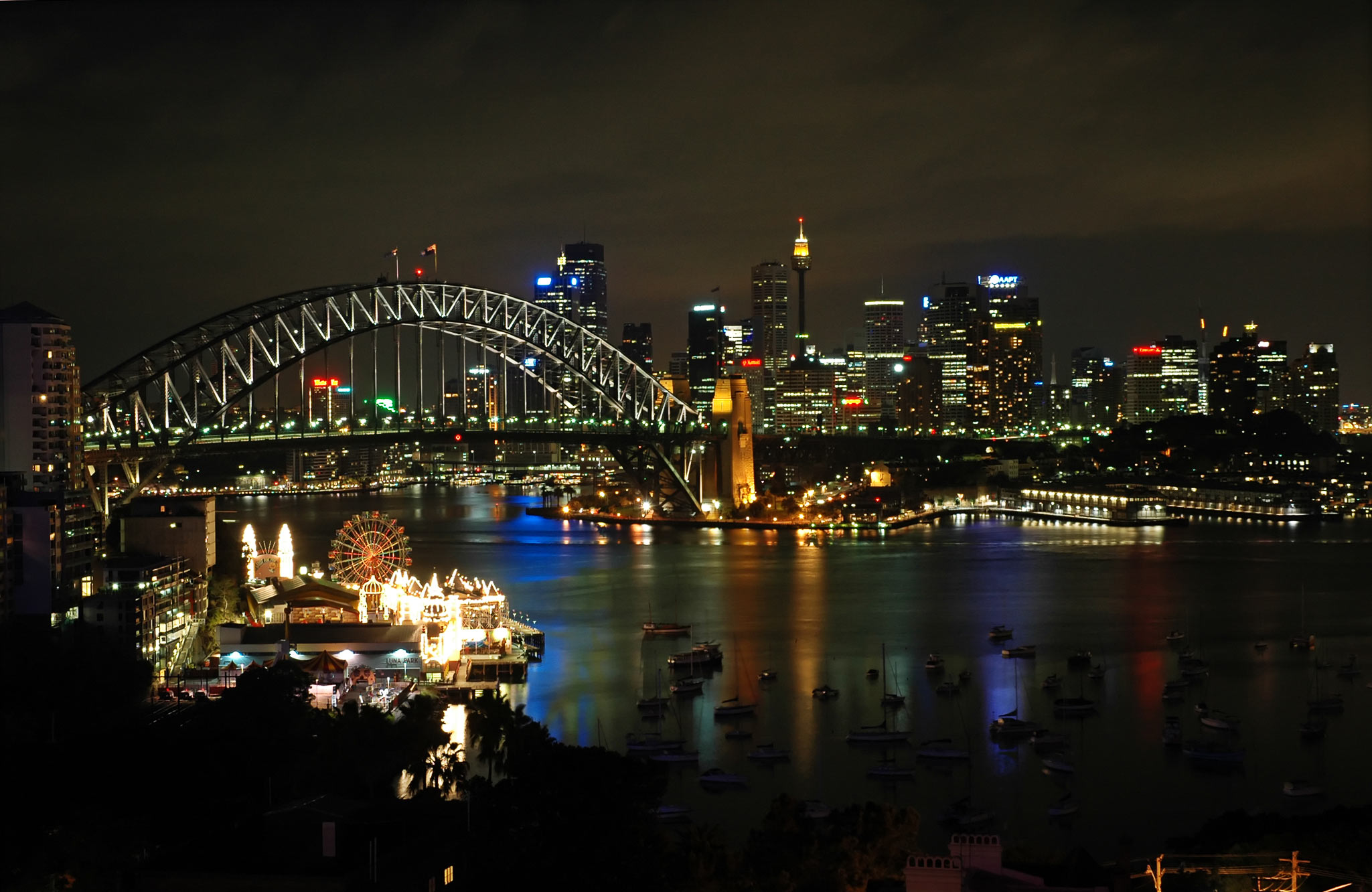
Sydney_Harbour_night_skyline

В Сиднее световой мастер-план был разработан архитектурным бюро Urban Design and Planning в сотрудничестве с местными властями и был ориентирован на развитие культурных и развлекательных зон города. Особое внимание уделено освещению культовых архитектурных объектов, таких как Сиднейский оперный театр и мост Харбор-Бридж. Световые инсталляции и шоу стали важной частью культурной жизни города, привлекая миллионы туристов ежегодно и способствуя развитию местной экономики. Этот проект стал примером успешного использования освещения для создания уникальной городской атмосферы, что вдохновило другие города на внедрение аналогичных инициатив.

### Пермь, Россия
Световой мастер-план в Перми, разработанный командой СТК МТ Электро под руководством Бориса Белых, получил признание на Евразийской Премии «Золотой Фотон». Проект направлен на создание привлекательного образа ночного города, что улучшает его имидж и привлекает туристов. В рамках этой инициативы акцент сделан на внедрение энергоэффективных технологий и современных систем освещения. План предусматривает использование адаптивного освещения, которое автоматически подстраивается под условия окружающей среды и время суток, что позволило существенно сократить энергопотребление. Эта стратегия способствовала повышению качества жизни в городе, обеспечивая более комфортные и экологически чистые условия для его жителей и гостей.

### Шанхай, Китай

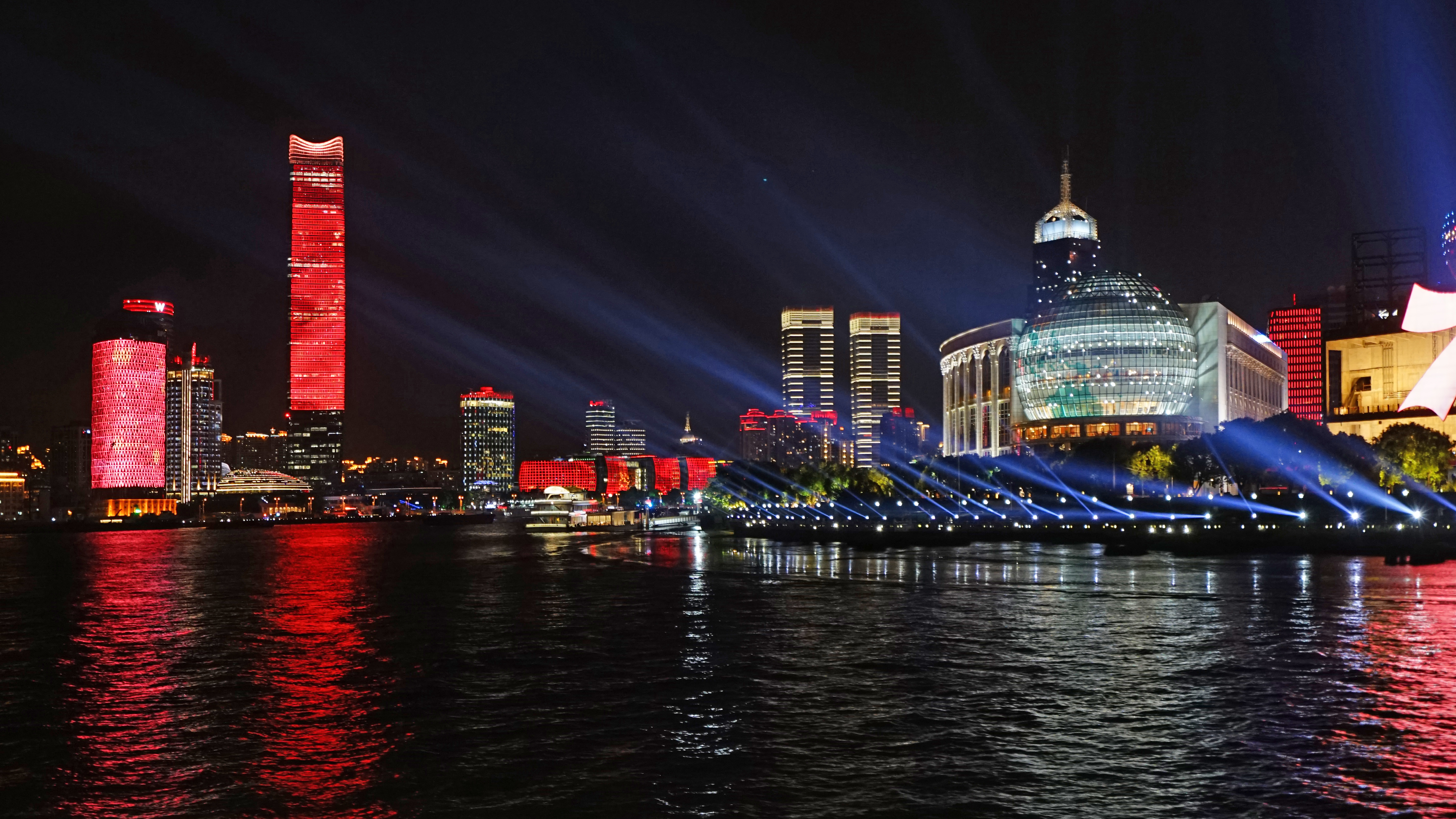
Shanghai_at_Night

Шанхайский мастер-план освещения, разработанный студией Concepto под руководством Роже Нарбони, стал примером успешной реализации светового дизайна в крупном мегаполисе. План включает в себя освещение ключевых туристических маршрутов и зон, таких как знаменитая набережная Бунд и район Пудун с его современными небоскрёбами. Особое внимание уделено созданию уникальной ночной атмосферы, которая подчеркивает архитектурные особенности города и способствует развитию ночного туризма. В рамках плана использованы передовые технологии, включая энергоэффективные светодиодные системы и интеллектуальные решения для управления освещением. Это не только улучшило визуальную привлекательность Шанхая, но и позволило значительно снизить энергопотребление, поддерживая устойчивое развитие города. Мастер-план освещения стал важной частью стратегии Шанхая по превращению в один из ведущих мировых центров туризма и культуры.

## Влияние на городской образ жизни
Световой мастер-план оказывает значительное влияние на различные аспекты городской жизни, включая социальные, экономические и культурные сферы.

### Социальные эффекты
Одним из важных социальных аспектов внедрения светового мастер-плана является повышение уровня безопасности на улицах. Умное освещение снижает уровень преступности и создаёт более комфортную среду для жителей и гостей города. Кроме того, продуманное освещение способствует улучшению общей атмосферы, делая город более привлекательным для проживания и посещения.

### Экономические эффекты
Световой мастер-план может стать мощным инструментом экономического развития. Улучшение освещения способствует увеличению туристического потока и развитию ночной экономики. Энергоэффективные решения позволяют снизить затраты на электроэнергию, что также позитивно сказывается на городском бюджете.

### Культурные эффекты
Освещение играет ключевую роль в формировании культурной идентичности города. Оно может подчеркивать историческое наследие, поддерживать культурные мероприятия и способствовать созданию уникального облика города. Световые инсталляции и шоу становятся частью городской культуры, объединяя жителей и создавая новые традиции.

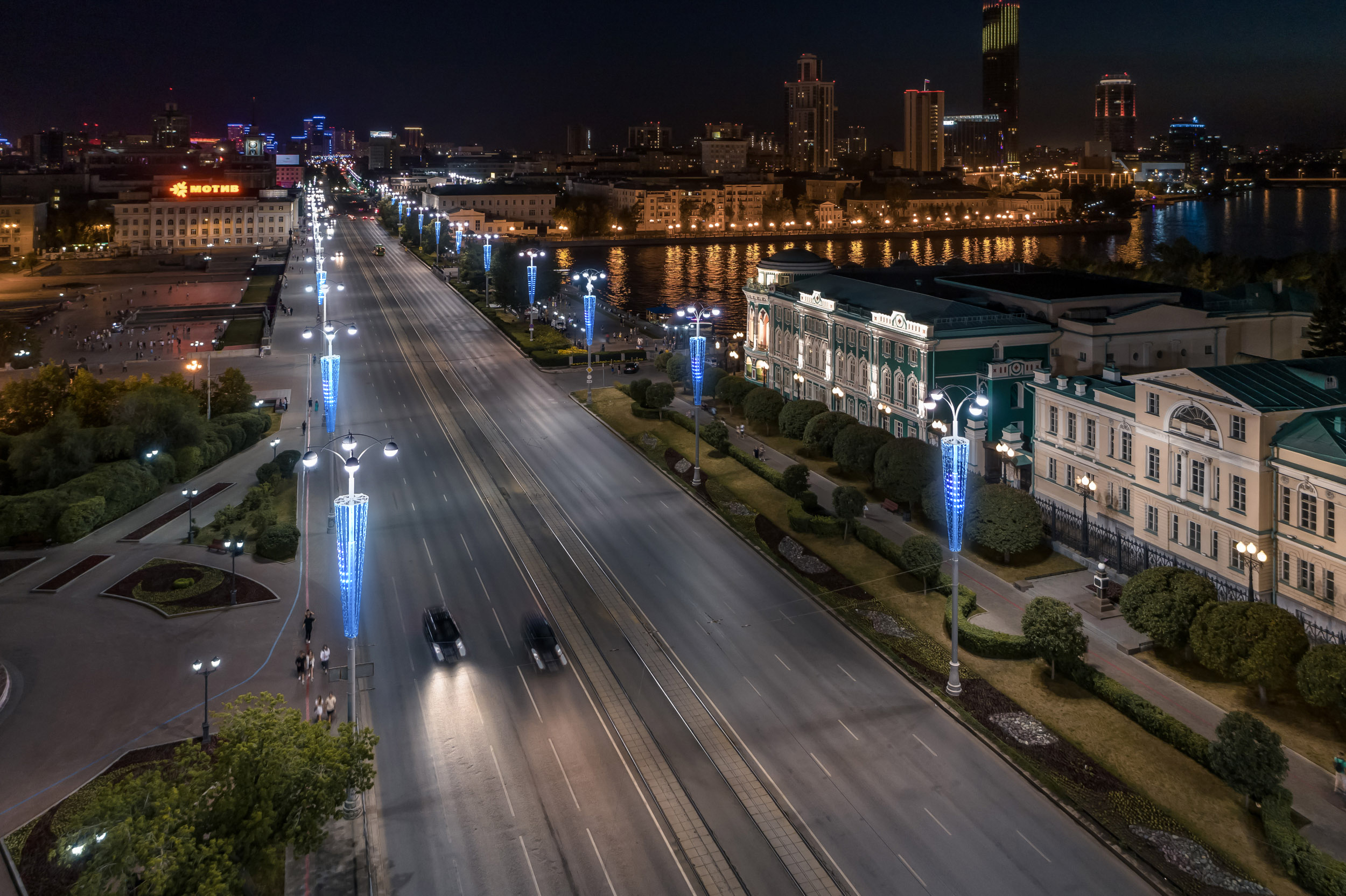
Панорама ночного города

### Роль освещения в формировании идентичности города
Освещение позволяет выделить уникальные черты города, делая его узнаваемым и запоминающимся. Грамотно разработанный световой мастер-план помогает создать визуальный образ города, который становится частью его бренда. Таким образом, освещение становится не только функциональным элементом городской инфраструктуры, но и важным инструментом в формировании городской идентичности.

## Перспективы и будущие направления
Световой мастер-план города, являясь важной частью современного урбанистического планирования, постоянно развивается вместе с технологическими инновациями и изменением подходов к освещению.

### Развитие технологий и их потенциал для будущих световых решений

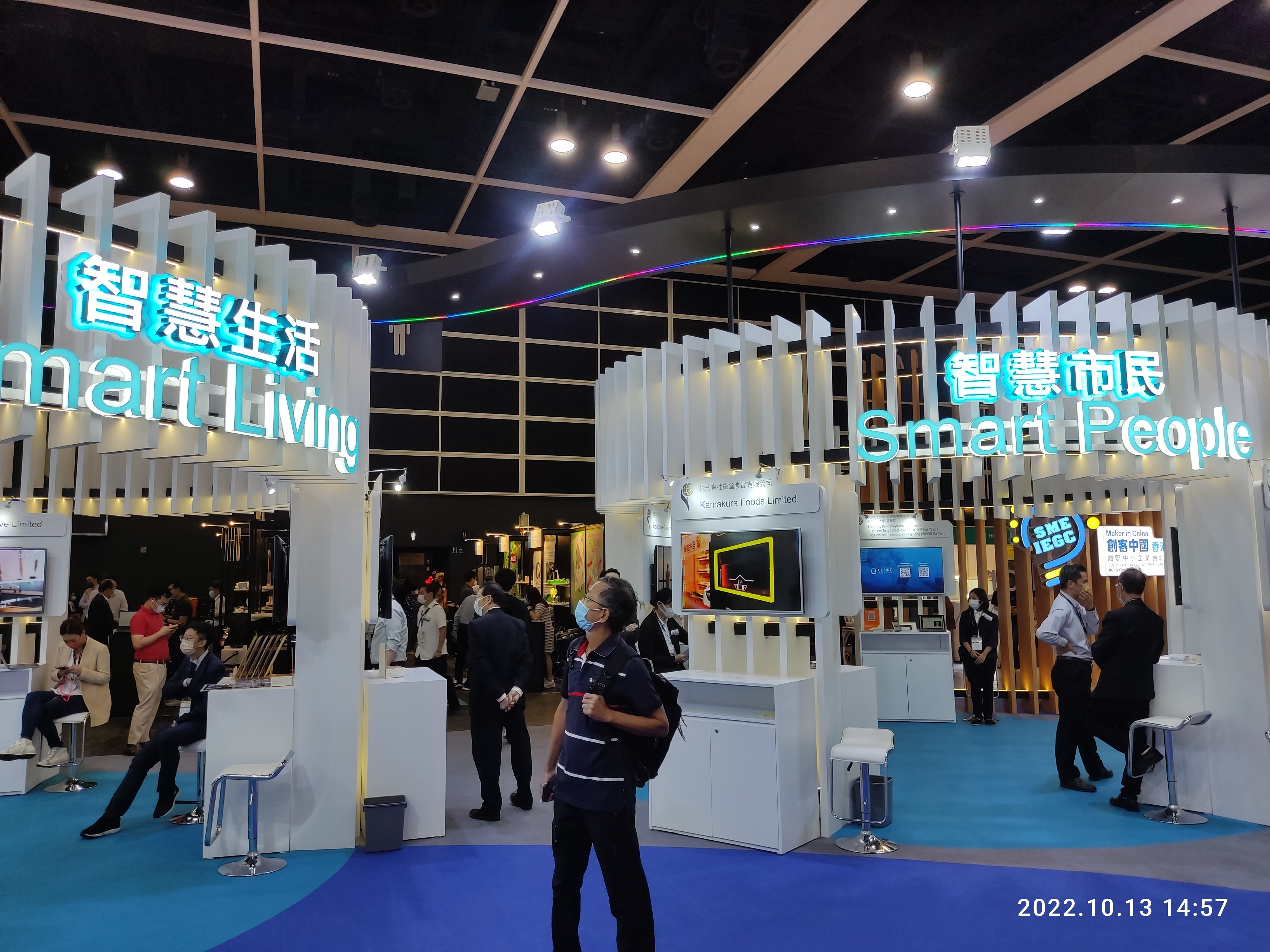
Smart_Lighting_Technology

Технологический прогресс открывает новые горизонты для световых решений. Такие технологии, как светодиоды (LED) и интеллектуальные системы управления освещением, позволяют значительно повысить энергоэффективность и адаптивность городского освещения. Внедрение таких технологий способствует созданию «умных» городов, где освещение автоматически подстраивается под внешние условия и потребности жителей.
Кроме того, интеграция технологий Интернета вещей (IoT) и искусственного интеллекта (AI) в световую инфраструктуру может открыть новые возможности для персонализации и оптимизации городских световых решений, что способствует улучшению качества жизни горожан и повышению безопасности на улицах.

### Изменения в подходах к устойчивому и умному освещению

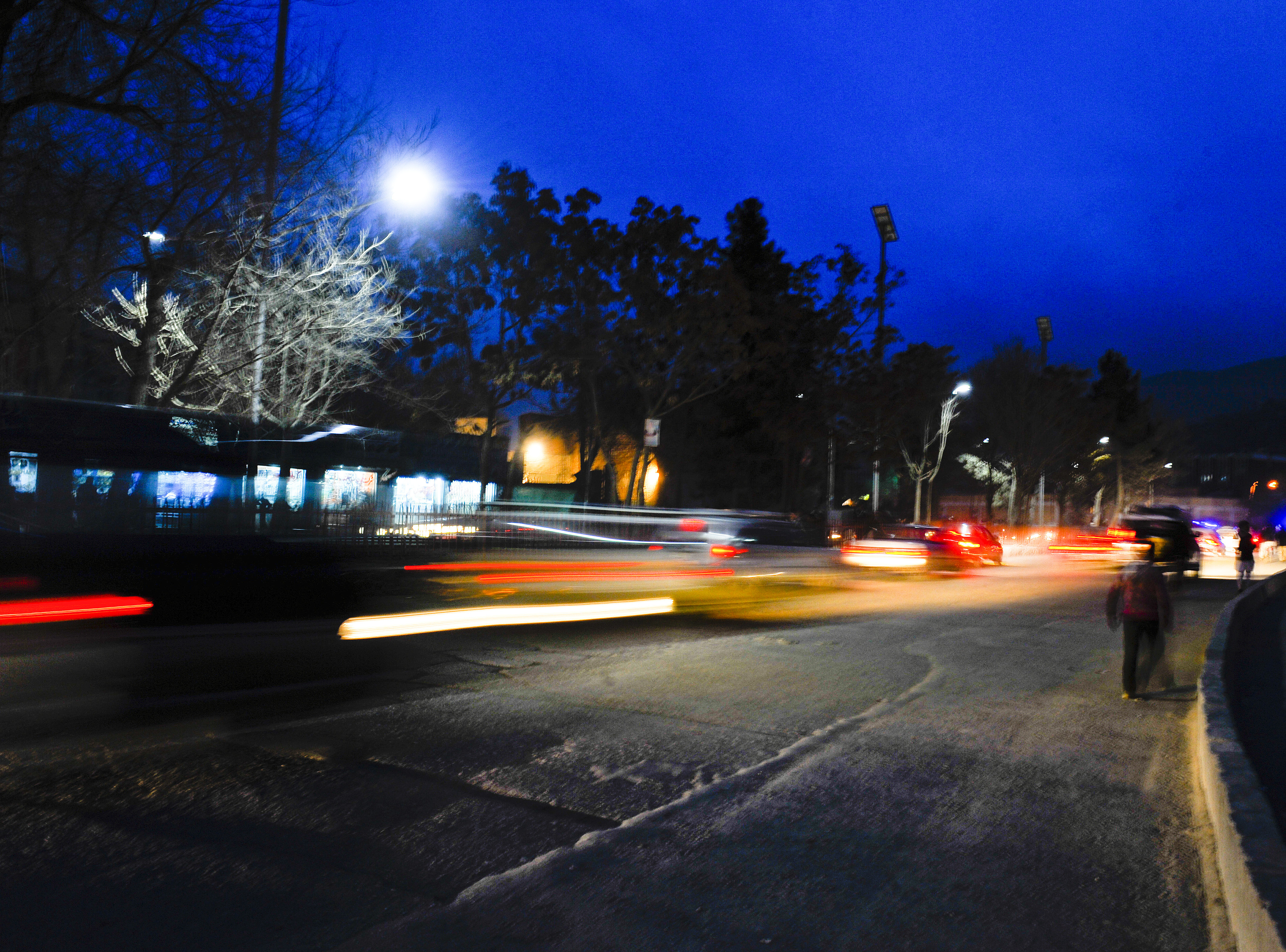
Solar_power_street_lights_in_Kabul

Устойчивое развитие становится ключевым принципом при разработке световых мастер-планов. Города все чаще ориентируются на использование возобновляемых источников энергии и снижение углеродного следа. Например, солнечные панели и ветрогенераторы могут стать основными источниками энергии для городского освещения в будущем.
Умные решения в сфере освещения также предполагают минимизацию светового загрязнения и защиту ночного неба. Современные технологии позволяют проектировать освещение таким образом, чтобы оно было направлено только туда, где это необходимо, что снижает уровень светового загрязнения и способствует сохранению экосистем.

## Заключение
Световой мастер-план города играет ключевую роль в современном урбанистическом развитии, обеспечивая гармоничное сочетание функциональности, эстетики и устойчивости. Он позволяет не только улучшить качество городской среды, но и способствует повышению безопасности, энергоэффективности и комфорта для жителей.
С учётом современных тенденций и технологических инноваций, значение светового мастер-плана будет только возрастать. Он становится неотъемлемой частью стратегии развития «умных» и устойчивых городов, обеспечивая более высокую адаптивность к будущим вызовам и потребностям общества. В конечном итоге, световой мастер-план способствует созданию удобной, безопасной и привлекательной городской среды, которая удовлетворяет потребности как нынешнего, так и будущих поколений.

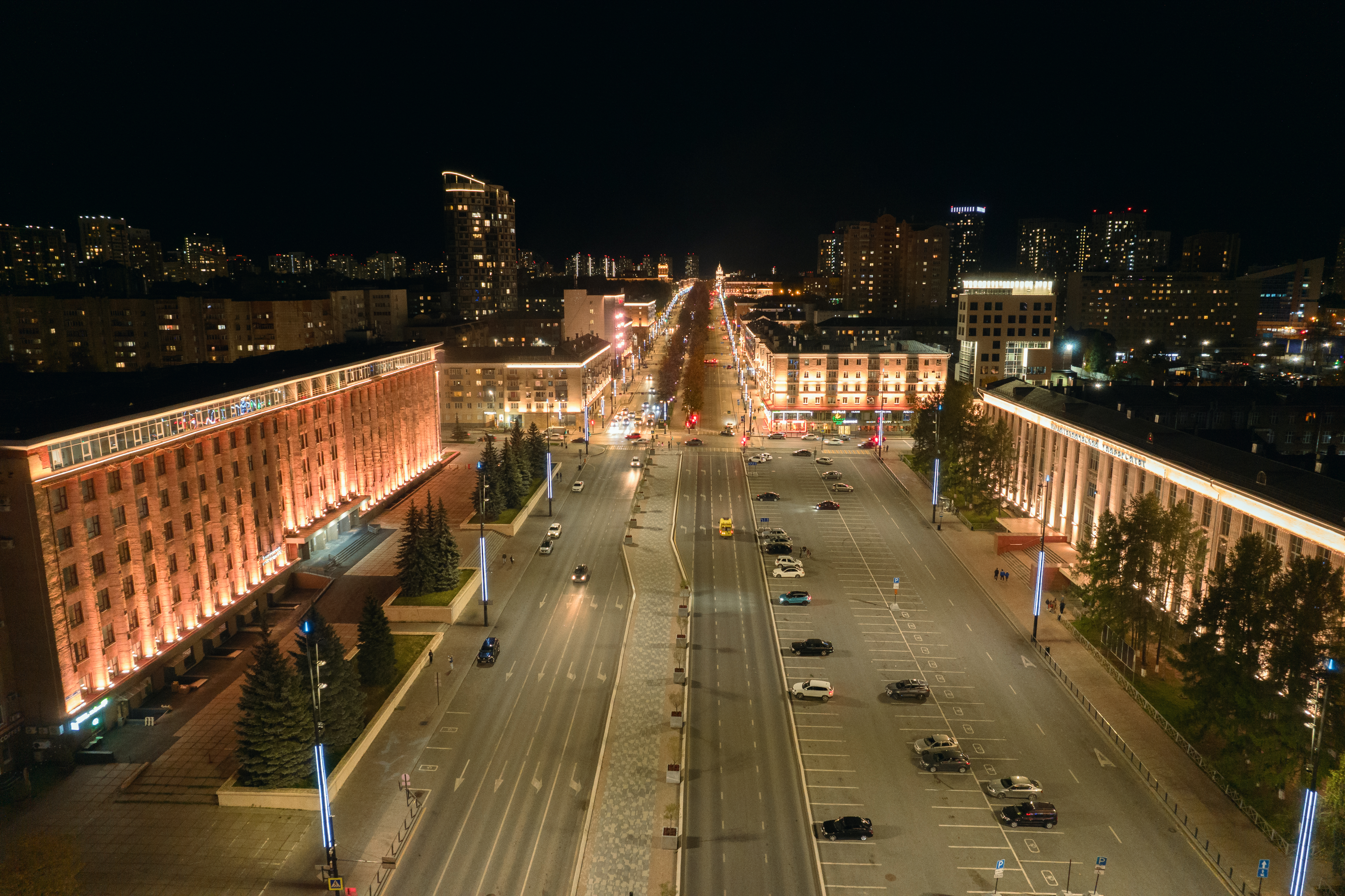
Вид на улицы ночного города